# كارولين دان
كارولين دان هي ممثلة كندية، ولدت في 1960 في Cape Breton Regional Municipality ‏ في كندا.

## وصلات خارجية
- كارولين دان على موقع IMDb (الإنجليزية)
- كارولين دان على موقع ألو سيني (الفرنسية)
- كارولين دان على موقع أول موفي (الإنجليزية)
- كارولين دان على موقع قاعدة بيانات الأفلام السويدية (السويدية)
- كارولين دان على موقع قاعدة بيانات الفيلم (الإنجليزية)
- كارولين دان على موقع كينوبويسك (الروسية)